# Ludwig Karl von Schaezler
Ludwig Karl (Carl) von Schaezler (* 1800; † 1861) war ein deutscher Bankier aus der Augsburger Bankiersfamilie von Schaezler.
Er kam als Sohn von Johann Lorenz Freiherr von Schaezler und Maria Anna Freifrau von Schaezler, geborene Freiin Liebert von Liebenhofen, zur Welt. Zusammen mit seinem älteren Bruder Ferdinand Benedikt Freiherr von Schaezler übernahm von Schaezler im Jahre 1826 die Geschäftsleitung des väterlichen Bank- und Wechselhauses in Augsburg.
Ludwig Karl von Schaezler war verheiratet und hatte einen Sohn, Karl Freiherr von Schaezler (1836–1882).